# スイスの国章
スイスの国章（スイスのこくしょう）は1815年に制定された。
赤地の盾に白い（銀色の）十字架があるだけのシンプルなもの。スイスは国章から各州の州章にいたるまで、サポーターや王冠などの装飾がつかないシンプルな紋章を使うことで有名。
赤は主権、白はキリスト教精神を表す。
意匠は国旗と同様で、1240年に神聖ローマ帝国皇帝フリードリヒ2世がシュヴィーツ州へ下賜した旗に由来する。最初は州旗として扱われたが、19世紀に入ってスイス全体のシンボルとなった。十字を構成する4本の直線は長方形で、長辺は1/6だけ長い。